# منشأة صهبرة
قرية منشأة صهبرة هي إحدى القرى التابعة لمركز ديرب نجم في محافظة الشرقية في جمهورية مصر العربية. حسب إحصاءات سنة 2006، بلغ إجمالي السكان في منشأة صهبرة 9976 نسمة، منهم 5216 رجل و4760 امرأة.